# フーディアム・インターナショナル
株式会社フーディアム・インターナショナルは、レストランチェーン店を運営する企業。本社を静岡県沼津市に置く。

## 沿革
- 1987年（昭和62年）- 静岡県沼津市に「串特急」1号店をオープン。
- 1990年（平成2年）9月 - 有限会社ヒューマンクリエイトとして設立。
- 1997年（平成9年）
  - 6月 - 有限会社ヒューマンクリエイトを有限会社特急に商号変更。
  - 11月 - 有限会社特急を株式会社特急に改組。
- 2005年（平成17年）10月 - 株式会社フーディアム・インターナショナルに商号変更。
- 2006年（平成18年）9月 - 株式譲渡により株式会社プライム・リンクのグループ会社となる。
- 2007年（平成19年）3月 - プライム・リンクの持株会社化に伴い、株式移行により株式会社アスラポート・ダイニンググループに移動する。
- 2009年（平成21年）11月 - マネジメント・バイアウトによりアスラポート・ダイニンググループとの資本関係を解消。
- 2010年（平成22年）6月 - 株式会社西郷亭をグループ化。

## 店舗
- 旨いもんや 串特急 - 34店舗
- さしみ居酒屋 駿河うお菜 - 3店舗
- 伊酒家ダイニング 海人（かいと）- 2店舗
- 四代目新宿酒場 元気回復堂 - 1店舗
- 焼鳥・串かつ 串特急 改 - 1店舗
- バーガー&カフェ 沼津バーガー - 1店舗
- 東京中野コロッケ西郷亭 - 2店舗
- おいしい珈琲&食事の店 フジヤマ珈琲店 - 1店舗